# 小采施湖

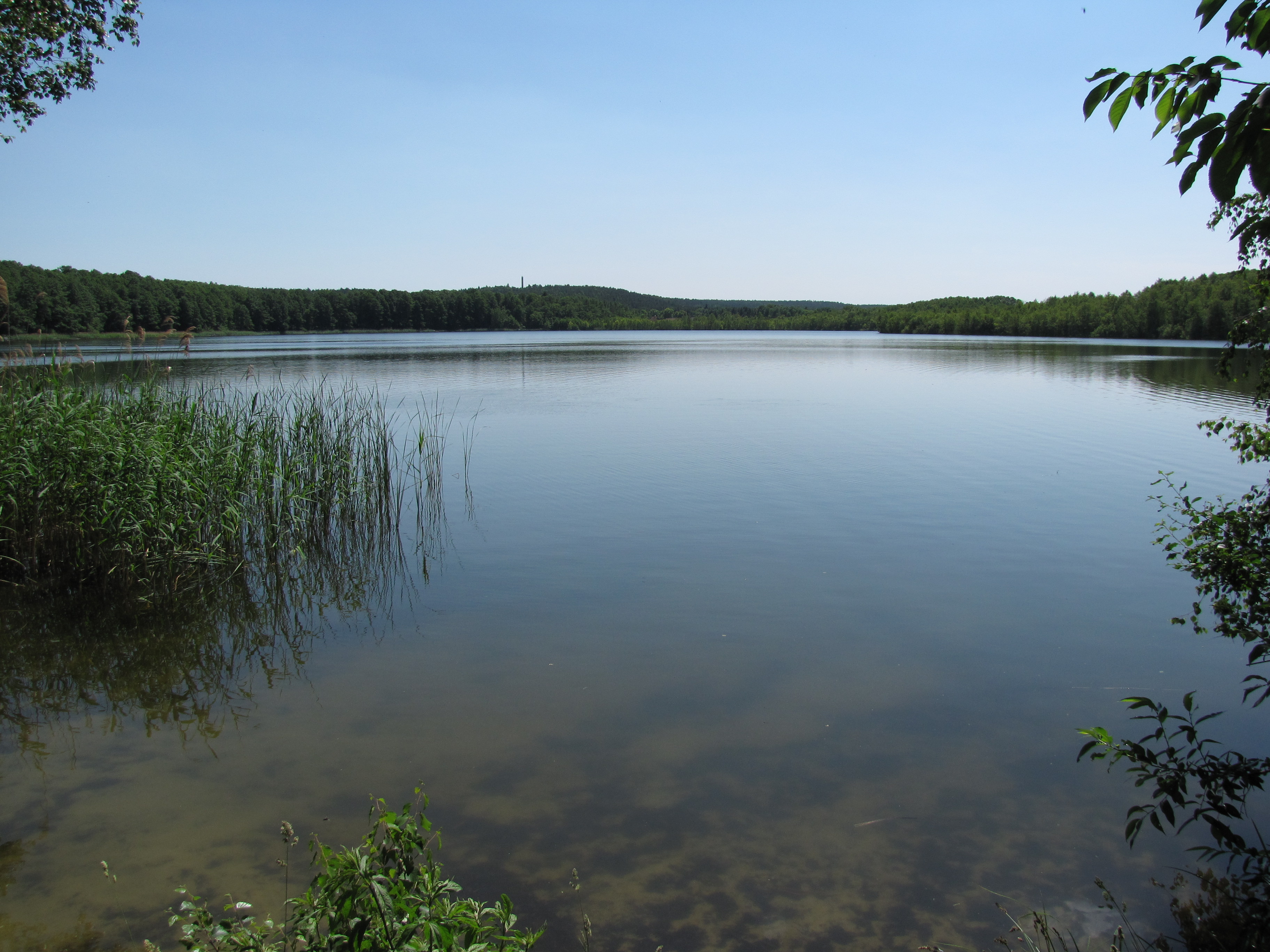

52°7′15″N 13°31′27″E / 52.12083°N 13.52417°E
小采施湖（德語：Kleiner Zeschsee），是德國的湖泊，位於該國西南部，由勃蘭登堡州負責管轄，處於泰爾托-弗萊明縣，長0.8公里、寬0.3公里，面積0.25平方公里，海拔高度42米。